# Callitomis lutosa
Callitomis lutosa är en fjärilsart som beskrevs av Holloway 1976. Callitomis lutosa ingår i släktet Callitomis och familjen björnspinnare. Inga underarter finns listade i Catalogue of Life.